# أنيليمة برازيلية
أنيليمة برازيلية (الاسم العلمي:Aneilema brasiliense) هي نوع من النباتات تتبع جنس الأنيليمة من الفصيلة الوعلانية.